# Mercado (comércio)

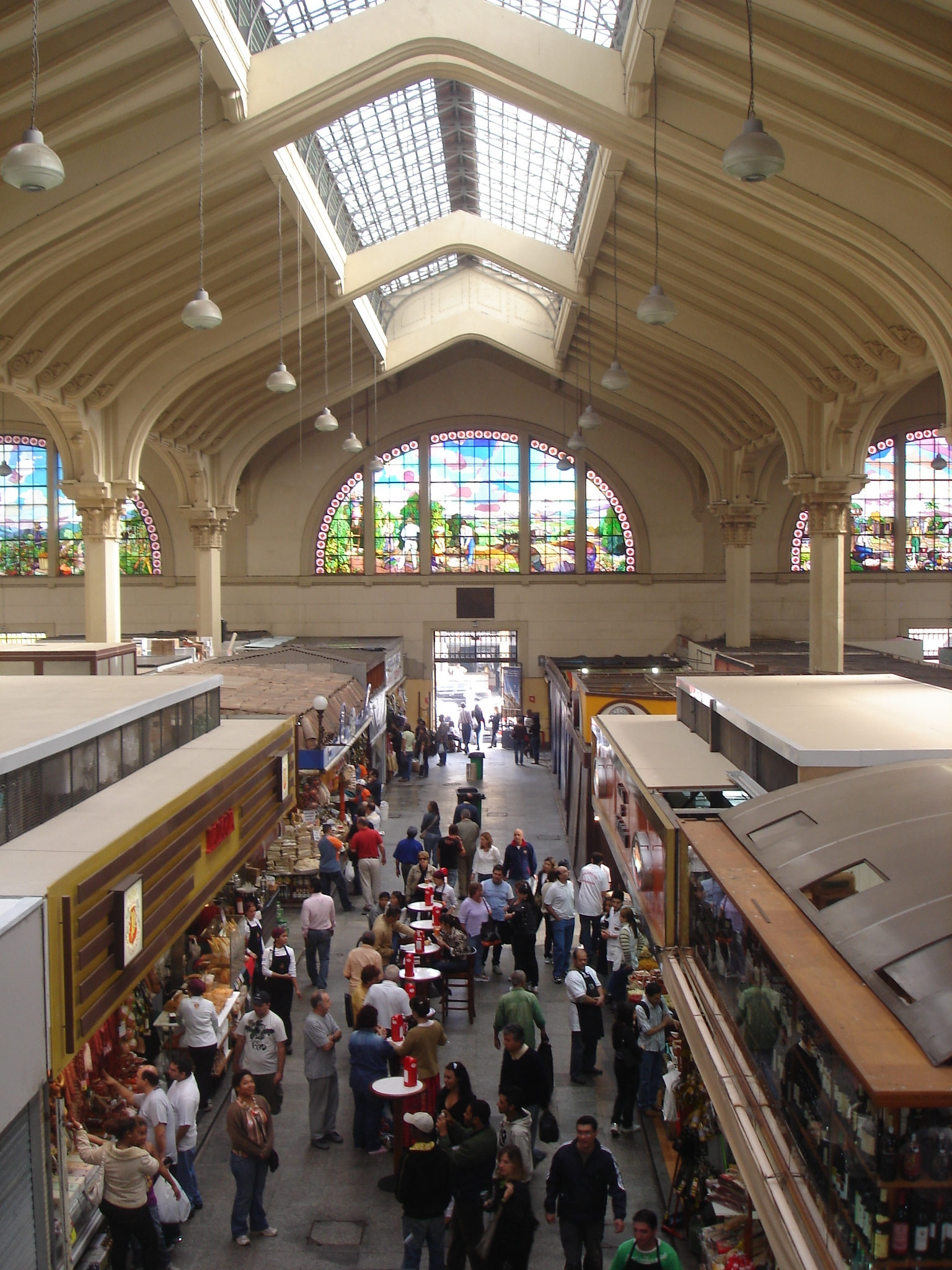
Interior do Mercado Municipal de São Paulo.

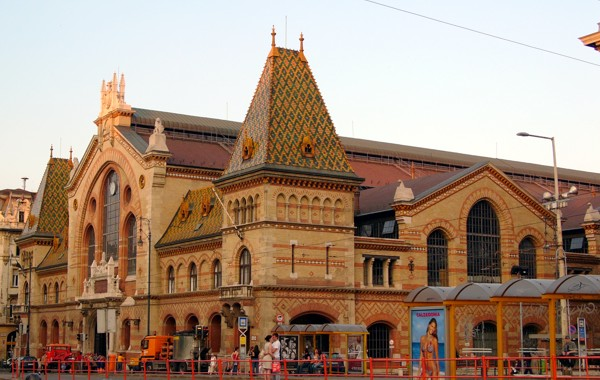
Fachada do Mercado Central de Budapeste, na Hungria.

Um mercado é um espaço construído especificamente para o processo pelo qual as pessoas (físicas ou jurídicas) procedem à troca de bens por uma unidade monetária ou por outros bens.
No Brasil é comum os municípios terem mercados centrais ou municipais e algumas cidades grandes terem mercados em bairros distantes dos centros comerciais, que geralmente oferecem mercadorias perecíveis como frutas, legumes e alimentos. Porém podem servir de espaço para qualquer tipo de comércio, notadamente o de artesanato.
Classificação dos tipos de mercado
Os tipos de mercado são as diferentes formas de classificar os mercados em marketing de acordo com os seguintes critérios:
- Comprador
- Concorrência
- Produto
- Área geográfica

Estas quatro variáveis, acredite ou não, geralmente determinam o segmento de mercado que você deve visar com seu negócio.
Mas se vamos falar sobre os tipos de mercados que existem, devemos primeiro concordar sobre o que é um mercado e quais são suas propriedades. Desta forma, você poderá entender melhor o conceito, entrar mais no assunto e não se perder na grande nebulosa que é a classificação do mercado. Saiba mais.